# هاجيمي تاكانو
هاجيمي تاكانو (باليابانية: 高野孟؛ بالكانا: たかの はじめ) هو صحفي ياباني، ولد في 17 أبريل 1944 في طوكيو في اليابان.